# Tom Parker (cantante)
Thomas Anthony Parker (Bolton, 4 agosto 1988 – 30 marzo 2022) è stato un cantante, disc jockey e personaggio televisivo inglese, ampiamente conosciuto come membro della boy band The Wanted.
Nel 2013 è apparso, con i suoi compagni del gruppo, in E! canale reality nella serie televisiva The Wanted Life. Dopo lo scioglimento della band, nel 2014, ha intrapreso la carriera da solista.
Nell'ottobre 2020, all'età di 32 anni, gli è stato diagnosticato un tumore cerebrale inoperabile. Il gruppo The Wanted si è riunito nel settembre 2021, ma Parker è morto il 30 marzo 2022, all'età di 33 anni.

## Biografia
Era nato e cresciuto a Bolton, Grande Manchester, in Inghilterra. Imparò a suonare la chitarra all'età di sedici anni dopo aver provato la chitarra di suo fratello maggiore. Fece poi un'audizione per The X Factor, ma non superò la fase iniziale. Andò all'Università metropolitana di Manchester e studiò geografia, ma abbandonò gli studi per intraprendere la carriera di cantante professionista. Entrò a far parte di una tribute band dei Take That, conosciuta come Take That II, e girò l'Inghilterra settentrionale, prima di entrare nel gruppo The Wanted nel 2009.

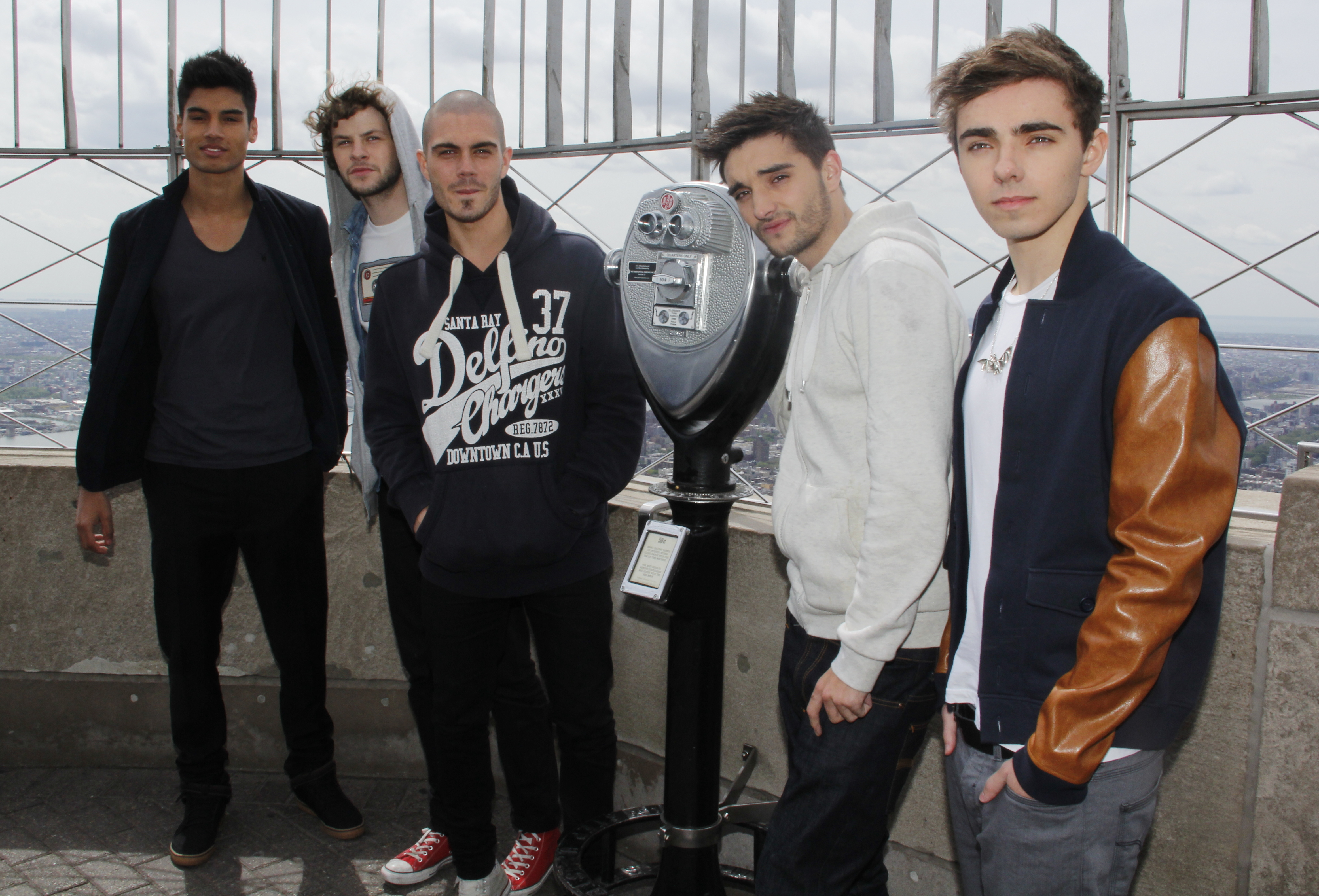
Parker insieme ai suoi compagni della band The Wanted

Nel 2009 Jayne Collins organizzò un'audizione di massa per formare una boy band, dopo aver lanciato con successo Parade e The Saturdays. Parker fece il provino e venne selezionato come uno dei cinque membri, insieme a Nathan Sykes, Siva Kaneswaran, Max George e Jay McGuness, tra le migliaia che avevano fatto il provino. Venne costituito il gruppo e insieme lavorarono all'album di debutto prima di trovare un nome per la loro band, The Wanted. Il loro singolo di debutto All Time Low venne pubblicato il 25 luglio 2010 e debuttò al numero uno della UK Singles Chart. Il gruppo continuò ad ottenere successi con canzoni come Heart Vacancy, Glad You Came, Chasing the Sun e I Found You. Nel 2013, a sostegno di un appello incrociato al mercato musicale americano, il gruppo realizzò una propria serie reality su E!. La serie The Wanted Life andò in onda solo per una stagione.
I The Wanted annunciarono la loro decisione di sciogliersi nel gennaio 2014. Parker, come membro della band, ha venduto oltre 12 milioni di dischi in tutto il mondo.
Parker era anche un appassionato DJ e collaborò con Richard Rawson a una traccia chiamata Fireflies, che venne pubblicata nell'agosto 2014. Nel maggio 2015 prese parte alla versione britannica di Celebrity MasterChef e venne eliminato durante le semifinali. Nell'ottobre 2015 pubblicò un singolo da solista intitolato Undiscovered. Nel febbraio 2016 fu confermato che avrebbe sostituito Tina Hobley nello show di Channel 4 The Jump dopo che era caduta su un braccio e si è lussata il gomito. Alla fine giunse terzo nella serie.
Nel 2017 venne scelto per il ruolo di Danny Zuko nel tour nel Regno Unito del musical Grease e rimandò il suo matrimonio per partecipare al tour.
Sposò Kelsey Hardwick nel 2018 e la loro figlia è nata nel luglio 2019 mentre il figlio nell'ottobre 2020.
Il 12 ottobre 2020, Parker ha annunciato che gli era stato diagnosticato un glioblastoma di grado 4 inoperabile. Ha avuto un attacco a luglio ed è stato messo in lista d'attesa per una risonanza magnetica, in seguito ha subito un attacco durante un viaggio con la famiglia. Nel gennaio 2021 ha pubblicato su Instagram che il suo tumore era stato "significativamente ridotto" e che stava continuando il trattamento. A settembre ha tenuto uno speciale concerto di beneficenza alla Royal Albert Hall, in aiuto di Stand Up to Cancer. L'evento è stato chiamato "Inside My Head" e ha visto la partecipazione di artisti come Becky Hill, McFly, Liam Payne e la prima esibizione con i suoi compagni di band, The Wanted, da quando avevano annunciato il loro scioglimento nel 2014. Il 3 novembre, Parker ha annunciato su Twitter che il suo tumore al cervello era stabile: "ho i risultati della mia ultima scansione... e sono felice di dire che è stabile".
Nonostante le sue precedenti affermazioni di stabilità, Parker è morto per complicazioni dovute al glioblastoma il 30 marzo 2022, all'età di 33 anni. Ha ricevuto tributi dai suoi ex compagni del gruppo The Wanted: Max George ha detto che aveva "il cuore spezzato e non aveva parole"; e Nathan Sykes ha affermato che "[le loro] vite non sarebbero mai state le stesse" mentre Siva Kaneswaran si è detto grato di aver avuto la possibilità di testimoniare il vero coraggio [di Parker]". Numerose altre celebrità e personaggi pubblici gli hanno reso omaggio. Inoltre, un episodio di Pointless Celebrities, che lui e George avevano registrato l'anno precedente, è stato anticipato nella programmazione e dedicato a lui.

## Discografia

### Album in studio
- 2010 – The Wanted
- 2011 – Battleground
- 2013 – Word of Mouth

### EP
- 2011 – iTunes Festival: London 2011
- 2012 – The Wanted

### Singoli
- 2010 – All Time Low
- 2010 – Heart Vacancy
- 2010 – Lose My Mind
- 2011 – Gold Forever
- 2011 – Glad You Came
- 2011 – Lightning
- 2011 – Warzone
- 2012 – Chasing the Sun
- 2012 – I Found You
- 2013 – Walks like Rihanna
- 2013 – We Own The Night[35]
- 2013 – Show Me Love (America)
- 2014 – Glow in the Dark
- 2021 – Rule The World

## Filmografia
- Chasing the Saturdays[36] (2013)
- The Wanted Life[37] (2013)
- Celebrity Masterchef[38] (2015)
- The Real Full Monty[39][40] (2018)
- Tom Parker: Inside My Head[41] (2021)
- Pointless Celebrities[34] (2022)